# Sweet Connection
Sweet Connection var en tysk musikduo i genren disco som släppte fyra singlar under 1980-talet. Deras största hits var Need Your Passion (1988) och Dirty Job (1988). Gruppen samarbetade med producenten Luis Rodríguez, mannen bakom artister som Modern Talking och C. C. Catch.
Gruppen bestod ursprungligen av June LaVonne Polichio (född 27 december 1959) och Inge Schaubschläger (född 20 december 1958). Originalbesättningen släppte två singlar 1988: "Need Your Passion" och "Dirty Job". 1989 blev originalbesättningen utbytt mot Billie Joe och Sue Dixie (födelsenamn okända). De gav ut singlarna "Heart To Heart" och "Love Bites") innan bandet splittrades 1990.

## Samlingsalbum
Singlar
- 1988 – "Need Your Passion"
- 1988 – "Dirty Job"
- 1989 – "Heart To Heart"
- 1990 – "Love Bites"

Samlingsalbum
- 2008 – Need Your Passion